# 反マニエリスム

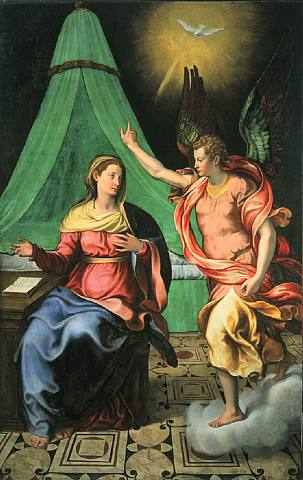
ジロラモ・シチオランテ・ダ・セルモネータ《受胎告知》

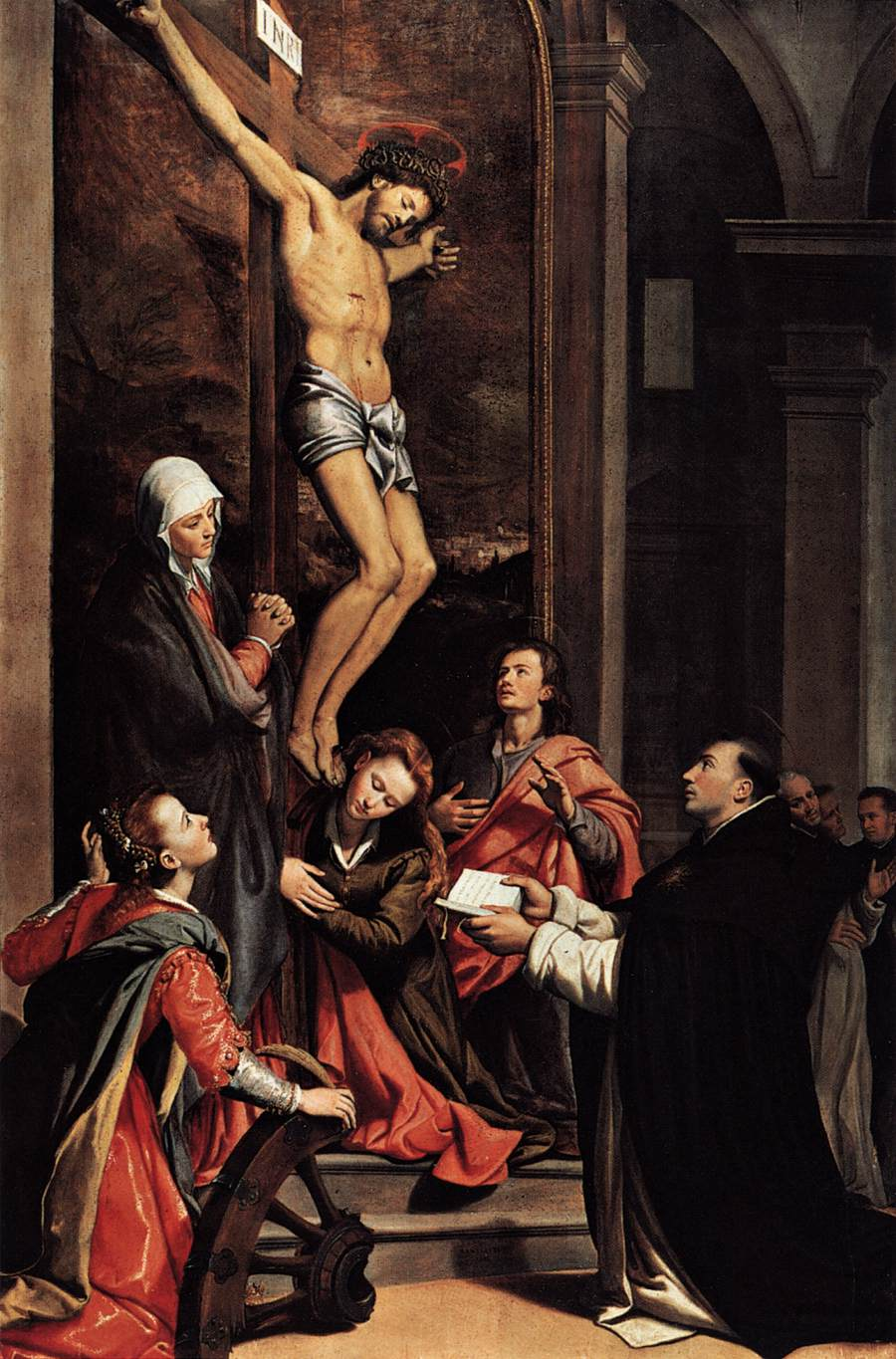
サンティ・ディ・ティート《トマス・アクィナスの幻視》(1593年)

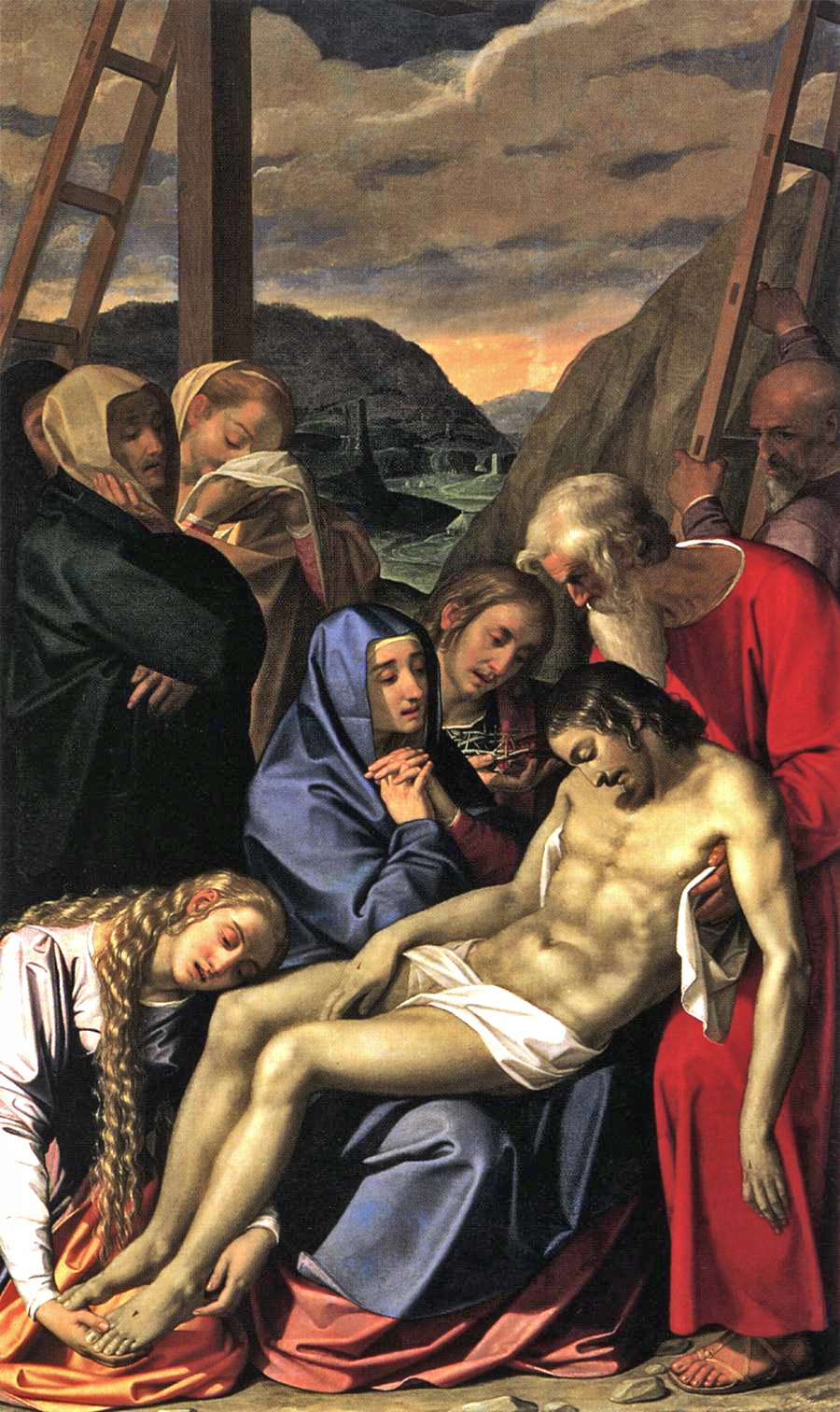
スキピオーネ・パルゾーネ《キリストの哀悼》(1593年)

反マニエリスム(英語: Counter-Maniera, Counter-Mannerism, Anti-Mannerism)は美術史において16世紀イタリア絵画の研究者たちによって提唱された潮流で、およそ1530年から1590年にイタリアの芸術において一世を風靡したマニエリスムの一種、あるいはその一時期を指す。反マニエリスムは第二世代に当たる16世紀後半のマニエリスムの画家たちの作り出す不自然さに対抗するものであった。それは当時の芸術家たちが最後の総会である1563年のトリエント公会議にて施行された「聖人の取次と崇敬、遺物、聖画像に関する教令」の明確さと単純さのための曖昧な処方に従うことが望まれたことを原因とするものであり、「正しい様式における命式さと内容の分かり易さ」("clarity in formal order and legibility in content")と共に、高度なマニエリスム方式からの歪曲と芸術性の排除、及び部分的な古典主義への回帰と盛期ルネサンス芸術のバランスを示すものであった。
この言葉は美術史家のシドニー・ジョセフ・フリードバーグ(1914–1997)によって考案され、受容された。しかしそれは他の美術史家たちにも分け隔てなく受け入れられたわけではなかった。反マニエリスムは1971年に初版が出版されたフリードバーグの著作『イタリア絵画 1500-1600』(原題:Painting in Italy, 1500–1600)の中で定義された16世紀のイタリア絵画の4段階の内の一つであり、その後長期に渡って初期マニエリスム、盛期マニエリスム、反マニエリスム、後期マニエリスムと区分された一般的な教科書となった。それぞれの様式は継承された訳ではないが、盛期マニエリスムが優位である16世紀の第3四半期に反マニエリスムの主な期間が重なるなど、ほとんどの期間に並行して存在していた。多くの場合反マニエリスムは芸術家たちの中期から後期の作風において発展したり、あるいは一部の作品、特に宗教的な依頼に見られ、他の同じ画家の作品では引き続き盛期マニエリスム様式を使っているなどが見られた。
フリードバーグと同年代のフェデリコ・ツェーリは1957年に彼の造語である「アルテ・サクラ」(arte sacra、聖なる芸術の意)をバロック直前のローマ絵画において導入、あるいは復活させた。これはフリードバーグの反マニエリスムより期間、様式双方においてより広く扱うものであったが、大部分においては重複するものだった。
美術史家たちの様式による区分けを使うことに対する抵抗から、反マニエリスムの語が使われることは少なくなっている。2000年には美術史家の先駆者でフリードバーグの助言を受けたマルシア・ブラウン・ホールが彼女の論文「ラファエル以後:16世紀イタリア中心における絵画」(原題:After Raphael: Painting in Central Italy in the Sixteenth Century)を読んだ人物から「根本的な欠陥」としてこの語や他の語を使用したことについて、本の冒頭で「様式区分についての言及」にて謝罪を示し、用語の使用を最小限に留めるとしたにもかかわらず、批判された 。

## 範囲と特徴
マニエリスムの定義そのものが悪名高いと言えるほどに複雑で、それに対して大いに否定的、あるいは還元的に定義される反マニエリスムの定義も同様に複雑である。ヴェネツィアをはじめとする北部の中心地を筆頭に、イタリアの多くの地域は、盛期ルネッサンスとマニエリスム双方の反動を受けやすい場所に位置しており、単に地域的なルネッサンス様式の継続的な発展を、それも適度な''マニエラ''(手法)の影響を受容したことで反マニエリスム様式と呼ばれ得るスタイルに到達した 。この用語は、フィレンツェやローマといった純粋な''マニエラ''の中心地において、その奥底に横たわる原理を否定はしないものの、当時流行したその様式に反発した画家に対して用いられることが多い。 フリードバーグはこの語の提案に際して、「対応関係」(counterpart)や「対位的手法」(counterpoint)などの語と比較しつつ、「これら二つの語の間にある並行性や関係性、そして同時にそれらが対立していることを暗に示す」意図があると説明している。 
反マニエリスム作品においてもしばしばみられる''マニエラ''の特徴は、適度にではあるものの、作品内容の理想化・抽象化された提示方法、自然主義の欠如、感情表現の忌避や、フリードレンダーが指摘したように、絵画の前面かつ同一平面上に複数の人物が配置され、しかもそれらによって埋め尽くされていることにある。 排除された''マニエラ''の要素には、教養ある鑑賞者が探し出さねばならない極限まで突き詰めようとする衝動、優美な印象のために全てを犠牲にしようとすらする意欲、遊び心やウィット、 絵の細部や雰囲気が、重要だと思われる人物の邪魔になったり、覆い隠したりすることを許容する態度が包含されている。この様式は宗教画にふさわしい作法を復興し、そういった宗教上の中核的人物から注意を逸らすような要素を取り去った 。1585年からはじまるこの様式の円熟期に入ると、芸術家や教会の上層は大衆に対して訴求する重要性を認識していたようで、それまでの時代にあった厳格さは緩和され、時には感傷主義的になることもあった。
The term counter-maniera is not usually applied to the more radical Bolognese reaction of the カラッチ家 from the 1580s, although this represented a more effective rejection of Mannerist artificiality. For Freedberg this was "a new and un-Maniera attitude to art"; elsewhere he cautions against confusing Counter-Maniera with "anti-Maniera", apparently reflecting "Anti-Mannerism", the term used by ウォルター・フリートレンダー for the "palpable break in the stylistic development of Italian painting" that occurred "sometime around 1590".この用語の使い方は北方マニエリスムには影響を及ぼさなかった。
何が作品における反マニエリスム的特徴であるかを定義するかは簡単なものではない。ジョン・シャーマン(歴史家)の著作である『マニエリスム』(1967年)の一つの節では、サンティ・ディ・ティートの《トマス・アクィナスの幻視》を取り上げている。フリードバーグはサントについては古典的な自然主義としてその類似性は認めつつも、様式の定義から外している。シャーマンの反マニエリスムにおける他の主な例として、同じくフリードバーグが彼の定義で触れなかったフェデリコ・バロッチを挙げた。

## 影響
多くの画家たちはラファエロ・サンティやアンドレア・デル・サルト、その他盛期ルネサンスの巨匠たちの画風を復活させようとしたり、盛期ルネサンスのヴェネツィアの巨匠たちからインスピレーションを受けようとした。例えば、ミケランジェロの晩年の作品は多くの芸術家にとって重要だった。フィレンツェの伝記作者で批評家で、『絵画と彫刻の休息』(1584年出版)の著者であるラファエロ・ボルギーニは幾分潮流に入るのが遅かったが理論家として指名された。しかし彼の功績はほとんど知られていない。反マニエリスムの芸術家たちは未だ比較的知られておらず、またイタリア外ではほとんど見られない。これは彼らの功績の大部分が宗教的なものであり、製作を依頼した教会、あるいはイタリアの美術館に残っていることが原因となっている。作品のほとんどは18、19世紀における画商による蒐集の対象とならなかった。フリードバーグはこのことについて率直に「凡庸さはローマ式の反マニエリスムの様式に置いて必須で、一部の画家たちの完全に取り締まるにはあまりに重要で確実な直感を侵略している。」と述べている。
フリードバーグは様式を単純にトリエント教令の反映と扱うことについて警告している。これは教令がフランス語の草案に基づいた、1563年に行われた最後の総会の最後の数分間及びほんの少し加えられただけのものであり、その後に様式が出始めたからである。彼は教令について「成文化された気質の正式な認可は、ローマ文化の中でも異彩を放つものだった。」と述べている。
またフリードバーグ自身も他の著名な美術史家と同様に、あるいは今日の学者たちも、16世紀中期から17世紀初期のイタリア美術史をローマ・ボローニャ風以前に出版されたジョヴァンニ・ピエトロ・ベッローリの『現代画家・彫刻家・建築家伝』の先入観を通して見ていることに注意する必要がある。それはフリードバーグが他のボローニャ風以前の反マニエリスムの再構成において芸術的評価を支持しない歴史家と対話する時間がほとんどなかった可能性を意味する。

## 反マニエリスムとされる画家

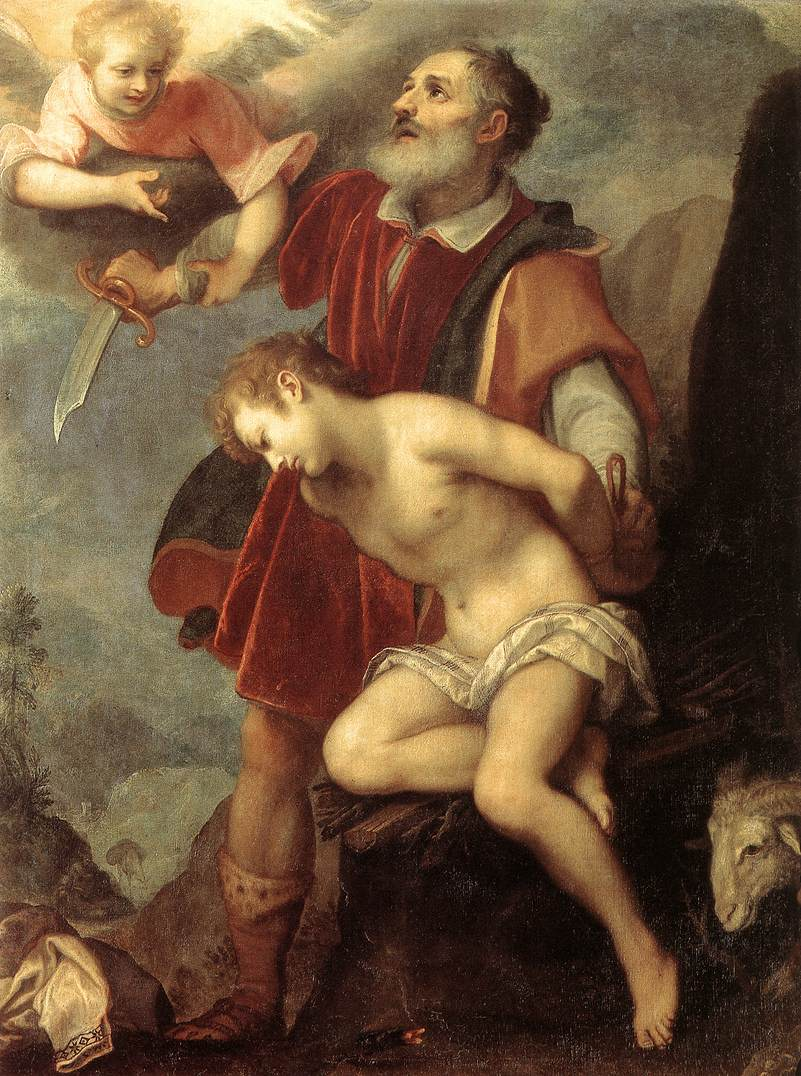
チゴリ《イサクの犠牲》1607年頃

### ローマ
- ダニエレ・ダ・ヴォルテッラ
- マルチェッロ・ヴェヌスティ
- ジャコピーノ・デル・コンテ（英語版）
- ジロラモ・シチオランテ・ダ・セルモネタ（英語版）
- スキピオーネ・パルゾーネ（英語版）
- ジロラモ・ムジアーノ（英語版）
- フェデリコ・ツッカリ
- クリストフォロ・ロンカッリ（英語版）
- ジュゼッペ・チェザーリ
- チーゴリ

### フィレンツェ
- ドメニコ・クレスティ（英語版）
- ヤコポ・ダ・エンポリ（英語版）
- アンドレア・ボスコリ（英語版）
- グレゴリオ・パガニ（英語版）
- サンティ・ディ・ティート
- ベルナルディーノ・ポッチェッティ
- フランチェスコ・クラディ（英語版）
- アントニオ・テンペスタ
- マソ・デ・サン・フリアーノ（英語版）